# Solsidan (televisieserie)
Solsidan is een televisieserie van de Zweedse commerciële zender TV4 Komedi. Er zijn vier seizoenen van de serie gemaakt, waarvan de eerste twee in 2013 in Vlaanderen door Canvas zijn uitgezonden. Deze werden in 2014 herhaald en gevolgd door het derde seizoen.

## Plot
Alex Löfström is een 39-jarige tandarts die met zijn vriendin Anna Svensson terug verhuisd is naar zijn geboortedorp Solsidan, een chic villadorp bij Saltsjöbaden, niet ver van Stockholm. Anna en Alex verwachten hun eerste kindje samen. Alex komt terug in contact met zijn oude schoolvriend Fredde Schiller en zijn vrouw Mickan, die in het grootste en mooiste huis van Solsidan wonen. Ook Ove Sundberg, de saaiste persoon van het stadje, woont er nog. Alex is niet echt de beste vriend van Ove en raakt vaak geïrriteerd door Oves gedrag. De vrienden maken van alles mee in de aanloop van de bevalling van Anna.

## Rolverdeling
- Felix Herngren als Alex
- Mia Skäringer als Anna
- Johan Rheborg als Fredde
- Josephine Bornebusch als Mickan
- Henrik Dorsin als Ove